# Салту-да-Дивиза
Салту-да-Дивиза (порт. Salto da Divisa) — муниципалитет в Бразилии, входит в штат Минас-Жерайс. Составная часть мезорегиона Жекитиньонья. Входит в экономико-статистический микрорегион Алменара. Население составляет 6033 человека на 2006 год. Занимает площадь 943,647 км². Плотность населения — 6,4 чел./км².

## История
Город основан 27 декабря 1948 года.

## Статистика
- Валовой внутренний продукт на 2003 год составляет 24 274 585,00 реалов (данные: Бразильский институт географии и статистики).
- Валовой внутренний продукт на душу населения на 2003 год составляет 3807,78 реалов (данные: Бразильский институт географии и статистики).
- Индекс развития человеческого потенциала на 2000 год составляет 0,642 (данные: Программа развития ООН).